# Maroilles (Käse)

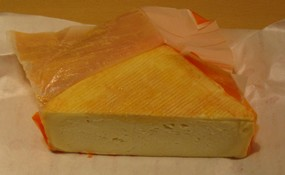
Maroilles

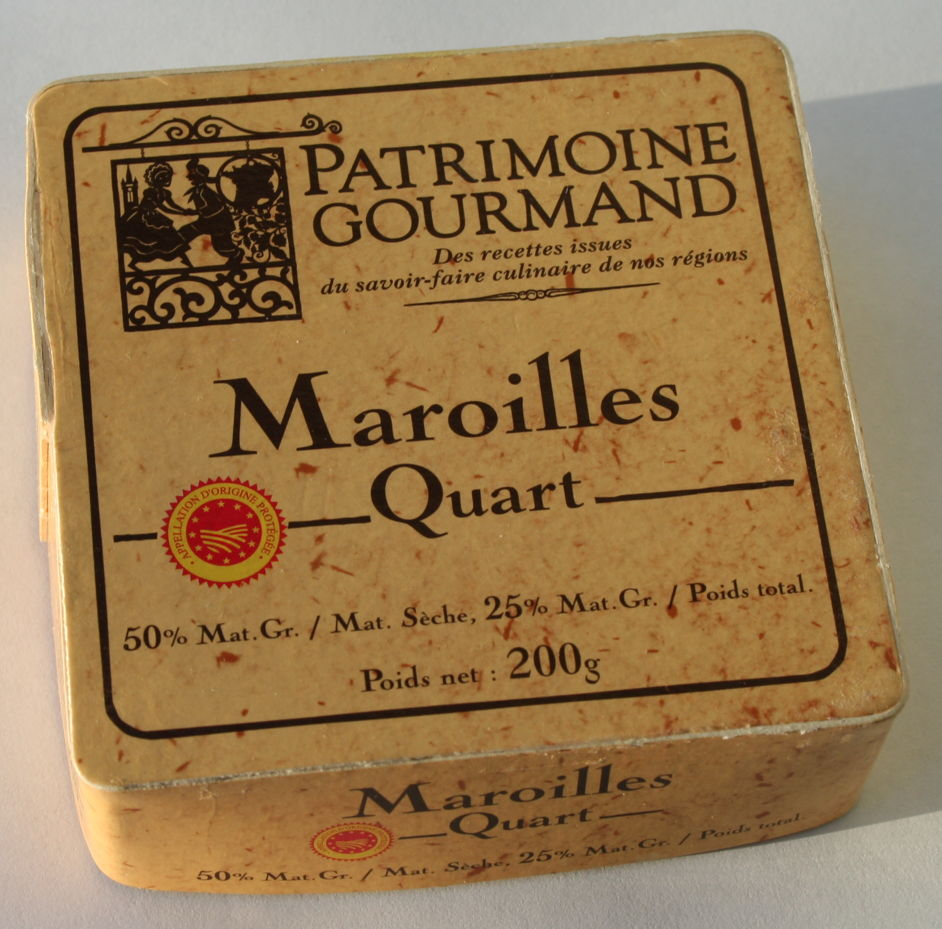
Handelsüblicher Maroilles-Käse

Der Maroilles oder Marolles ist ein französischer Käse aus roher, thermisierter oder pasteurisierter Kuhmilch. Es handelt sich um eine sehr alte Käsesorte aus Nordfrankreich, benannt nach der Gemeinde Maroilles, im Arrondissement Avesnes-sur-Helpe im Département Nord, Region Hauts-de-France. Der Käse ist durch die Appellation d’Origine Contrôlée (AOC) seit 1976 herkunftsrechtlich geschützt, seit 1996 ist Maroilles ebenso wie  Marolles eine geschützte Ursprungsbezeichnung. Andere Namen, die den gleichen Käse bezeichnen, sind Blondin und, je nach Gewicht und Mindestreifezeit, auch Sorbais (270 g, 4 Wochen), Mignon (180 g, 4 Wochen) und Quart (90 g, 3 Wochen).

## Geschichte
Die Überlieferung besagt, dass der Maroilles seit dem 10. Jahrhundert von den Mönchen des örtlichen Klosters hergestellt wurde. Erstmals urkundlich genannt wurde ein gleichnamiger Käse im Jahr 1174 in einer Anweisung des Bischofs von Cambrai. Das Kloster machte sich in den folgenden Jahrhunderten mit dem Käse einen Namen, insbesondere seit dem 16. Jahrhundert, und wurde 1803 von Milchbauern aus 30 umliegenden Orten beliefert. Um 1850 erreichte das Produktionsgebiet seine heutige Ausdehnung. Um diese Zeit kosteten 100 Gramm auf dem Markt in Paris 60 bis 80 Francs. Um 1866 wurde die heutige quadratische Form üblich, mit einer Seitenlänge von 10 cm und einer Tiefe von 3,5 cm.

## Herkunftsgebiet
Die AOC-Bestimmungen sorgen für eine gleichmäßige Qualität und stellen sicher, dass sich das Produktionsgebiet auf die Landschaft Thiérache und auf das Avesnois (Département Nord) beschränkt. Das Musée de l'Herbage in Maroilles zeigt eine Ausstellung über die Geschichte und Herstellung des Käses.

## Beschreibung
Kennzeichnend für den Käse ist ein goldgelber, weicher Teig und ein lang anhaltender und angenehmer Nachgeschmack. Bei der Herstellung darf beispielsweise der Bruch nicht gewaschen werden. Der Käse reift je nach Größe mindestens drei bis sieben Wochen, typischer ist jedoch eine Reifezeit von zwei bis vier Monaten. Während dieser Zeit verändert sich die Rinde des Käses von einem hellen Gelb über Orange nach Rot. Dabei entwickeln sich Rotschmierbakterien, die die typisch rote Rinde bedingen. Der Maroilles enthält Salz und Fermente und hat einen Fettanteil von mindestens 45 % an der Trockenmasse.
Geschmacklich und von der Konsistenz her ist Maroilles mit den Käsesorten Limburger und Romadur vergleichbar, die beide ihren Ursprung in Belgien haben. Der Geruch reifen Maroilles' ist durchdringend-streng.
Der Käse ist gelegentlich Ausgangsprodukt eines anderen Käses, des Boulette d’Avesnes, bei dem ungereifte Maroilles-Stücke verarbeitet werden.
2023 wurden 4502 Tonnen produziert, davon 286 fermier.

## Verwendung
Als Wein zum Käse passt ein Châteauneuf-du-Pape. Lokale Tradition ist es, den Maroilles mit Bier oder Cidre zu genießen.

## Rezeption in der Populärkultur
Zu einer gewissen Berühmtheit kam der Maroilles durch die Rolle, die er in dem Film Bienvenue chez les Ch'tis (Willkommen bei den Sch'tis) spielt.